# Jinpanling (köpinghuvudort i Kina, Jiangxi Sheng, lat 29,34, long 117,00)
Jinpanling är en köpinghuvudort i Kina. Den ligger i provinsen Jiangxi, i den sydöstra delen av landet, omkring 130 kilometer nordost om provinshuvudstaden Nanchang. Antalet invånare är 27 119. Befolkningen består av 12 877 kvinnor och 14 242 män. Barn under 15 år utgör 24,0 %, vuxna 15-64 år 68 %, och äldre över 65 år 7,0 %.
Runt Jinpanling är det tätbefolkat, med 947 invånare per kvadratkilometer. Närmaste större samhälle är Huanggang, 19,9 km söder om Jinpanling. I omgivningarna runt Jinpanling växer i huvudsak blandskog.
Genomsnittlig årsnederbörd är 2 597 millimeter. Den regnigaste månaden är juni, med i genomsnitt 468 mm nederbörd, och den torraste är oktober, med 52 mm nederbörd.